# France Cartigny
Pour les articles homonymes, voir Cartigny.
 (septembre 2020).
Si vous disposez d'ouvrages ou d'articles de référence ou si vous connaissez des sites web de qualité traitant du thème abordé ici, merci de compléter l'article en donnant les références utiles à sa vérifiabilité et en les liant à la section « Notes et références ».
France Cartigny est une chanteuse française de pop rock.
Ses deux premiers singles sont Le yoyo, sorti sous le pseudonyme de France Toutou, et Dis-leur merde aux dealers, paru sous le nom de France Cartini. Les enregistrements suivants ont paru sous son véritable nom.

## Biographie
France Cartigny grandit dans le nord de la France. Son père, Joël Cartigny, ouvrier le jour et auteur-compositeur la nuit, sort une douzaine de 45 tours et emmène sa famille à Paris en 1977. Dans cet environnement musical, France Cartigny rencontre Daniel Roux, bassiste et compositeur, qui devient son mentor. À 12 ans, sous le pseudonyme de France Toutou, elle chante Le Yoyo, chanson écrite et composée par son père, sur de nombreuses scènes et télévisions nationales (dont Destination Noël et Zénith pour le mariage de Coluche et Le Luron).
En 1987, elle est la voix de l'association de Michel Platini contre la drogue, chantant Dis-leur merde aux dealers. Cinq ans plus tard, Daniel Roux et son père écrivent ensemble son premier album Sensations.
À vingt-trois ans, elle décide d'écrire ses textes, et puisque Daniel est guitariste et bassiste, elle se met à la batterie. L'album France Cartigny sort en 1999 chez Barclay. Elle est rapidement comparée à PJ Harvey et Virginie Despentes. Vient ensuite l'album En place sur le label indépendant Lazy Corner.
En 2005, elle participe à la batterie au concert de reformation de Lili Drop.
En 2005, Sylvain Cartigny, son frère, compositeur, guitariste et bassiste, intègre le groupe. Ils deviennent Les France Cartigny.
Leur album Les Meilleurs sort en mars 2008 (Ocean Music / Naïve). 
Après le décès de Daniel Roux en 2009, elle est de retour sur scène en 2013.

## Discographie

### Albums studio
- 1992 : Sensations
- 1999 : France Cartigny
- 2004 : En place
- 2008 : Les Meilleurs (Ocean Music / Naïve)

### Singles
- 1985 : Le Yoyo
- 1987 : Dis-leur merde aux dealers
- 1991 : Sensation
- 1992 : Miss du château
- 1993 : Un point c'est tout
- 1999 : Monde de rêves (promo)
- 2004 : La danse des amis (promo)
- 2008 : Merde ! (promo Ocean Music / Naïve)

### Participations
- 2000 : Les P'tits Papiers avec divers artistes (Noir Désir, Blankass, Jeanne Balibar, KDD, Akosh S., etc) pour le collectif Liberté de Circulation.
- 2005 : Participation à l'album Fugues du groupe Innocent X.
- 2009 : Participation (chœurs et chant) à l'album Ginger de Gaëtan Roussel et à la tournée en 2010.
- 2013 : Participation à l'album La Dernière Étoile de Manu